# Должніков Іван Васильович
Іва́н Васи́льович До́лжніков (рос. дореф. Іоанн Василіев Должниковъ; ?, Російська імперія — після 1793, Таганрог, Катеринославське намісництво, Російська імперія) — російський кораблебудівник, прем'єр-майор корпусу корабельних інженерів. Один з двох будівничих фрегата «Святий Миколай» — першого корабля, збудованого у Миколаївському адміралтействі.

## Життєпис
У чині прем'єр-майора служив у Таганрозі, звідки був терміново викликаний на Миколаївську верф у 1790 році для будівництва першого військового корабля в Миколаєві, 44-гарматного фрегата «Святий Миколай». З прибуттям був призначений керівником зведення, змінивши на цій посаді О. П. Соколова, звільненого М. Л. Фалєєвим (за іншими даними — Сколова звільнено на прохання Г. О. Потьомкіна) через неможливість спустити корабель на воду в термін.
Під керівництвом Должнікова, що встановив виснажливий режим роботи на верфі, будівництво прискорилося, але протягом трьох місяців на верфі загинуло 547 теслярів. Крім того, вірогідно за будівництвом «Святого Миколая» стежив також оберінтендант Чорноморського флоту генерал-майор С. І. Афанасьєв, за проєктом якого будувалося судно.
Прагнучи виправдатися, Фалєєв пояснював велику смертність майстрових спекотним миколаївським кліматом, але згодом мусив визнати справжню причину їх смерті. Должниківа, що керував роботами протягом березня — червня 1790 року, звільнили й на його місце знову призначили О. П. Соколова, який добудував фрегат і 25 серпня 1790 року спустив його на воду.
Із 1791 року, як корабельний майстер, член Чорноморського адміралтейського правління. 
У Миколаєві володів будинком на перетині вулиць Садової і Вадима Благовісного, збудованого у 1791 році купцем Щербаковим. Кам'яна, крита молдованською ґонтою споруда мала розміри 17×20 метрів, ділилася всередині на дев'ять покоїв та сіни. Головним фасадом був розташований шестиколонний портик, з обох боків якого розміщувалися по одному венеціанському вікну. У 1792 році будинок перейшов до державної скарбниці, вірогідно, через від'їзд Должнікова з міста.
Після звільнення з будівництва «Святого Миколая» Должніков ще якийсь час прожив у Миколаєві, а згодом повернувся до Таганрогу, де з 1793 року служив корабельним майстром при Таганрозькій портовій конторі.